# Etiologie
Etiologia (din limba greacă: αἰτία = „cauza“ și λόγος = „ratiune, învățătură“) este o ramură a medicinei care studiază cauzele bolilor și factorii care influențează apariția diverselor boli.

## Legături externe
- „Etiologie” la DEX online